# Etimología de Pisco
Pisco es un término que proviene de la voz quechua pisqu que significa "ave" o "avecilla". Esta denominación ha sido usado como nombre de lugares geográficos en Perú.

## Pueblos
- Pisco es una provincia de la Región Ica, así como la ciudad capital de aquella. Su origen es prehispánico en la zona geográfica donde se desarrollaron las culturas Nazca y Paracas (Perú).
- Piscobamba significa "Llanura de las aves" es un distrito del departamento de Apurímac y el departamento de Ancash (Perú).
- Piscohuasi significa "Casa de las aves" un pueblo del departamento de Ancash (Perú).
- Piscopampa significa "Pampa de las aves" un distrito del departamento de Arequipa y el departamento de Huancavelica (Perú).
- Piscotuna significa "Fruta de las aves" un pueblo del departamento de Ayacucho (Perú).
- Pisco Elqui es una localidad ubicada al interior del Valle del Elqui, dentro de la comuna de Paihuano, en la Región de Coquimbo. Antes de 1936, la localidad tenía el nombre de La Unión (Chile).

## Apellidos
Los siguientes apellidos originarios del Perú utilizan la raíz Pisco proveniente de lenguas nativas peruanas como el quechua y muchik.
- Pisco
- Piscco
- Piscocolla
- Piscolla
- Pisconti
- Piscocy
- Piscoya (este apellido no es quechua, sino de raíz muchik. Richard Paul Schaedel señala que existía una "lana de piscoya", utilizada para hacer colchones, la cual Heinrich Brüning identifica como Cereus sp. Dicho cactus crece en forma silvestre en la zona de Mochumí Viejo, quebrada de Sincate, en la serranía de Ferreñafe. Al reventar, expulsa un copo de algodón blanco que los lugareños conocen como "lana de piscoya". Julio C. Sevilla ha encontrado que Piscoya, es un antiguo apellido muchik, posiblemente de Sechura en Piura).
- Piscoza